# Liste des personnages des Experts
L'article suivant est une liste des personnages de la série télévisée américaine Les Experts.

## Personnages principaux

### Anciens et actuels personnages
| Nom                | Interprété par     | Statut             | Première apparition                              | Dernière apparition                                         |
| ------------------ | ------------------ | ------------------ | ------------------------------------------------ | ----------------------------------------------------------- |
| Diebenkorn Russell | Ted Danson         | Vivant             | 73 secondes 73 Seconds                           |                                                             |
| Julie Finlay       | Elisabeth Shue     | Décédée            | Sang neuf Seeing Red                             | Le Début de la fin                                          |
| Nick Stokes        | George Eads        | Vivant             | Équipe de nuit Pilot                             | Le Début de la fin                                          |
| Greg Sanders       | Eric Szmanda       | Vivant             | Équipe de nuit Pilot                             |                                                             |
| Albert Robbins     | Robert David Hall  | Vivant             | Du sang sur le parquet Who Are You?              |                                                             |
| David Hodges       | Wallace Langham    | Vivant             | Recette pour un meurtre Recipe for Murder        |                                                             |
| Wendy Simms        | Liz Vassey         | Vivante            | Grissom fait mouche Secrets and Flies            |                                                             |
| David Phillips     | David Berman       | Vivant             | Amitiés criminelles Friends & Lovers             |                                                             |
| Sara Sidle         | Jorja Fox          | Vivante            | Un Millionnaire malchanceux                      |                                                             |
| Morgan Brody       | Elisabeth Harnois  | Vivante            | On n'oublie jamais sa 1re fois Cello and Goodbye |                                                             |
| Riley Adams        | Lauren Lee Smith   | Vivante            | Natures mortes Art Imitates Life                 | Pour une poignée de jetons All In                           |
| Gil Grissom        | William Petersen   | Vivant (retraité)  | Équipe de nuit Pilot                             | ... un autre s'ouvre One to Go                              |
| Warrick Brown      | Gary Dourdan       | Décédé (assassiné) | Équipe de nuit Pilot                             | Pour Warrick For Warrick                                    |
| Sofia Curtis       | Louise Lombard     | Vivante            | Ultime soirée Formalities                        | La proie du désert Dead Doll                                |
| Raymond Langston   | Laurence Fishburne | Vivant             | Un chapitre se ferme... 19 Down                  | Là où tout a commencé In A Dark, Dark House                 |
| Catherine Willows  | Marg Helgenberger  | Vivante            | Équipe de nuit Pilot                             | Une femme qui en savait trop (Partie 2) Willows in the Wind |
| Jim Brass          | Paul Guilfoyle     | Vivant             | Équipe de nuit Pilot                             | Trésor caché Dead in his tracks                             |

## Laboratoire

### Équipe régulière
| Nom                                            | Interprété par                                 | Statut  | Première apparition                     | Dernière apparition                         |
| ---------------------------------------------- | ---------------------------------------------- | ------- | --------------------------------------- | ------------------------------------------- |
| Bobby Dawson (Expert en) balistique            | Gerald McCullough                              | Vivant  | Un Millionnaire malchanceux Cool Change |                                             |
| Archie Johnson Analyses audio et vidéo         | Archie Kao                                     | Vivant  | Victime sans coupable Chaos Theory      |                                             |
| Mandy Webster Analyse des empreintes digitales | Sheeri Rappaport                               | Vivante | Mort programmée Anonymous               |                                             |
| Henry Andrews Toxicologie                      | Jon Wellner                                    | Vivant  | Chambre froide Iced                     |                                             |
| Judy Tremont Secrétaire                        | Victoria Reiniger (créditée Victoria Prescott) | Vivante | Tous coupables Blood Lust               |                                             |
| Mia Dickerson Analyse de l'ADN                 | Aisha Tyler                                    | Vivante | L'Un pour l'autre Harvest               | Jusqu’au dernier souffle - 2/2 Grave Danger |

### Consultant spécialiste
| Nom                       | Interprété par | Statut  | Première apparition                 | Dernière apparition           |
| ------------------------- | -------------- | ------- | ----------------------------------- | ----------------------------- |
| Teri Miller anthropologue | Pamela Gidley  | Vivante | Du sang sur le parquet Who Are You? | Vengeance à retardement Snuff |

## Personnages récurrents

### Experts
| Nom | Interprété par | Statut                                          | Première apparition                    | Dernière apparition                     |
| --- | -------------- | ----------------------------------------------- | -------------------------------------- | --------------------------------------- |
| Conrad Ecklie Shérif adjoint, anciennement assistant directeur du laboratoire, superviseur de l'équipe de jour | Marc Vann      | Vivant                                          | Petits meurtres en famille Blood Drops |                                         |
| Ronnie Lake | Jessica Lucas  | Vivante                                         | Une famille en enfer Go to Hell        | La Sœur prodige Goodbye and Good Luck   |
| Michael Keppler                                                                                                | Liev Schreiber | Décédé (tué dans l'exercice de ses fonctions)   | Inconnues en série Sweet Jane          | Témoin gênant Law of Gravity            |
| Holly Gribbs                                                                                                   | Chandra West   | Décédée (tuée dans l'exercice de ses fonctions) | Équipe de nuit Pilot                   | Un Millionnaire malchanceux Cool Change |

### Détectives, shérif, et officiers en uniforme
| Nom                                                           | Interprété par       | Statut                                        | Première apparition                           | Dernière apparition                           |
| ------------------------------------------------------------- | -------------------- | --------------------------------------------- | --------------------------------------------- | --------------------------------------------- |
| Officier Mitchell                                             | Larry Mitchell       | Vivant                                        | Sévices d'étage Room Service                  |                                               |
| Officier Metcalf                                              | Joseph Patrick Kelly | Vivant                                        | Meurtres en silence Sounds Of Silence         |                                               |
| Détective Sam Vega Ancien membre de l'unité anti-gang du LVPD | Geoffrey Rivas       | Décédé                                        | Trop longue à mourir Too Tough to Die         |                                               |
| Détective-Sergent Ray O'Riley                                 | Skip O'Brien         | Décédé (viré)                                 | Équipe de nuit Pilot                          | Péril en la demeure Homebodies                |
| Détective Cavaliere                                           | Jose Zuniga          | Vivant                                        | Triste clown Getting Off                      | Bang ! Bang ! Say Uncle                       |
| Shérif Rory Atwater                                           | Xander Berkeley      | Vivant                                        | Faute de preuves Invisible Evidence           | Ultime soirée Formalities                     |
| Détective Cyrus Lockwood                                      | Jeffrey D. Sams      | Décédé (tué dans l'exercice de ses fonctions) | Du sang sur la glace Primum Non Nocere        | Le Mystère de la chambre forte Inside the Box |
| Détective Vartann                                             | Alex Carter          | Vivant                                        | Dommage collatéral Grissom Versus the Volcano |                                               |
| Jeffrey McKeen ancien Shérif adjoint                          | Conor O'Farrell      | Arrêté                                        | Jusqu’au dernier souffle - 1/2 Grave Danger   | Pour Warrick For Warrick                      |

### Familles et amis des Experts
| Nom                    | Interprété par                   | Relié à                          | Statut                                 | Première apparition                                 | Dernière apparition                                 |
| ---------------------- | -------------------------------- | -------------------------------- | -------------------------------------- | --------------------------------------------------- | --------------------------------------------------- |
| Heather Kessler        | Melinda Clarke                   | Gil Grissom (ami proche, intime) | Vivante                                | Le Charme discret du fétichisme Slaves of Las Vegas | Attache-moi si tu peux Leave Out All the Rest       |
| Docteur Tina Brown     | Meta Golding                     | Warrick Brown (ex-épouse)        | Vivante                                | Corps célestes Shooting Stars                       | L'Ange déchu Fallen Angels                          |
| Juge Bill Stokes       | Andrew Prine                     | Nick Stokes (père)               | Vivant                                 | Jusqu’au dernier souffle - 1/2 Grave Danger: Part 1 | Jusqu’au dernier souffle - 2/2 Grave Danger: Part 2 |
| Jillian Stokes         | Lois Chiles                      | Nick Stokes (mère)               | Vivante                                | Jusqu’au dernier souffle - 1/2 Grave Danger: Part 1 | Jusqu’au dernier souffle - 2/2 Grave Danger: Part 2 |
| Ellie Rebecca Brass    | Nicki Aycox Teal Redmann         | Jim Brass (fille adoptive)       | Vivante (en institution psychiatrique) | Faux semblants Ellie (Aycox)                        | Entre la vie et la mort Way To Go (Redmann)         |
| Hank Peddigrew         | Christopher Wiehl                | Sara Sidle (ex-petit-ami)        | Vivant                                 | Un tyran dans les rangs Bully For You               | La Mort au tournant Crash & Burn                    |
| Lindsey Willows        | Madison McReynolds Kay Panabaker | Catherine Willows (fille)        | Vivante                                | Équipe de nuit Pilot (McReynolds)                   | Pas de veine Let it Bleed (Panabaker)               |
| Sam Braun              | Scott Wilson                     | Catherine Willows (père)         | Décédé (assassiné)                     | Une mort étouffée Burked                            | Le spectacle est terminé Built to Kill, Part 2      |
| Lily Flynn             | Anita Gillette                   | Catherine Willows (mère)         | Vivante                                | Rencontre à haut risque Weeping Willows             | Carpe Diem The Case of the Cross-Dressing Carp      |
| Eddie Willows          | Timothy Carhart                  | Catherine Willows (ex-mari)      | Décédé (assassiné)                     | Du sang sur le parquet Who Are You?                 | Dangereuses liaisons Lady Heather's Box             |
| Gloria Parker          | Tracee Ellis Ross                | Raymond Langston (ex-femme)      | Vivante                                | Et tu mordras la poussière All That Cremains        | Là où tout a commencé en:In A Dark, Dark House      |
| Eli Brown              | Terrell Ransom Jr.               | Warrick Brown (fils)             | Vivant                                 | Pour Warrick For Warrick                            | L'Ange déchu Fallen Angels                          |
| Charlie Russell        | Brandon Jones                    | D.B. Russell (fils)              | Vivant                                 | Le Cerveau de la Bande Brain Doe                    | De la balle au prisonnier Pick and Roll             |
| Barbara Russell        | Peri Gilpin                      | D.B. Russell (épouse)            | Vivante                                | Rien ne change Homecoming                           | Coups de chance Passed Pawns                        |
| Maya Russell           | Brooke Nevin                     | D.B. Russell (fille)             | Vivante                                | Rien ne change Homecoming                           | Jumeaux féroces The Greater Good                    |
| Kaitlyn "Kate" Russell | Mia Hays                         | D.B. Russell (petite-fille)      | Vivante                                | Rien ne change Homecoming                           | À la recherche de Kate Karma to Burn                |
| Nancy Brass            | Annabella Sciorra                | Jim Brass (ex-femme)             | Décédée (assassinée)                   | La divine comédie Skin in the Game                  | La Porte des enfers The Devil and D.B. Russell      |

### Serial killers et ennemis notables
| Nom                                              | Interprété par                | Crime                                                                 | Statut                                              | Première apparition                                    | Dernière apparition                             |
| ------------------------------------------------ | ----------------------------- | --------------------------------------------------------------------- | --------------------------------------------------- | ------------------------------------------------------ | ----------------------------------------------- |
| Charlie Dimasa (Dr. Jekyll, Michelangelo)        | Matt Ross                     | Meurtre au premier degré (quatre victimes)                            | Décédé                                              | Épisode 208 Ghost Town                                 | Épisode 229                                     |
| Natalie Davis (Le Tueur aux maquettes)           | Jessica Collins               | Meurtre au premier degré (quatre victimes)                            | Vivante (montrée comme s'étant suicidée)            | Poupée de chair et de sang Living Doll                 | Échos du passé Woulda, Coulda, Shoulda          |
| John Mathers (Supposé Tueur à la peinture bleue) | Victor Bevine                 | Meurtre au premier degré (une victime, innocenté de manière posthume) | Exécuté (injection létale)                          | L'Enquête inachevée The Execution of Catherine Willows | Meurtres modèles What's Eating Gilbert Grissom? |
| Kevin Greer (Le Tueur à la peinture bleue)       | Taylor Nichols                | Meurtre au premier degré (six victimes)                               | Décédé (auto-suffocation)                           | L'Enquête inachevée The Execution of Catherine Willows | Meurtres modèles What's Eating Gilbert Grissom? |
| Paul Millander (The Bathtub Killer)              | Matt O'Toole                  | Meurtre au premier degré (quatre victimes)                            | Décédé (suicide par arme à feu)                     | Équipe de nuit Pilot                                   | Le juge était presque parfait Identity Crisis   |
| Hannah et Marlon West The West siblings          | Juliette Goglia Douglas Smith | Meurtre au premier degré (deux victimes)                              | Hannah : graduate student Marlon : décédé (suicide) | La Tête et les Jambes The Unusual Suspect              | La Sœur prodige Goodbye and Good Luck           |

## Guest stars / invités
- Dakota Fanning, dans un de ses premiers rôles, a joué une victime d'agression sexuelle dans un épisode de la saison 1 Petits meurtres en famille.
- Misha Collins est apparu dans l'épisode de la saison 5 Les Poupées russes, en tant que Vlad.
- Marcia Cross, qui joue le rôle de Bree Hodge dans Desperate Housewives et de Kimberly Shaw dans Melrose Place, est apparue dans l'épisode C'est pas moi, c'est elle de la saison 2.
- Katey Sagal a joué le rôle d'une actrice célèbre dans l'épisode L'envers du décor de la saison 8.
- L'actrice de Clueless, Stacey Dash, a joué le rôle d'une nouvelle recrue au labo qui flirtait avec Warrick dans l'épisode de la saison 2 Le Charme discret du fétichisme.
- Kelly Rowan, qui joue aux côtés de Melinda Rowan dans Newport Beach, est également apparue dans l'épisode Le Charme discret du fétichisme en tant que Eileen Nelson mariée à un homme qui la déteste. Il a forcé une fille d'un club fétichiste à agir comme sa femme et les violences qu'il lui a infligé ont entraîné la mort de cette fille.
- L'acteur de Usual Suspects Stephen Baldwin est apparu en tant que Jesse Acheson dans l'épisode Pulsion de la saison 5.
- Le chanteur du groupe The Who Roger Daltrey est apparu dans l'épisode de la saison 7 La Légende vivante.
- America Ferrera, l'actrice principale de Ugly Betty a joué dans l'épisode de la saison 5 L'un pour l'autre.
- Frank Gorshin a fait sa dernière apparition télévisée dans le dernier épisode de la saison 5 réalisé par Quentin Tarantino Jusqu'au dernier souffle.
- Faye Dunaway a joué dans l'épisode de la saison 6 Dernier acte.
- Danny Bonaduce a joué le rôle d'Izzy Delancy, la première victime du tueur aux maquettes dans l'épisode en deux parties lançant la saison 7 Que le spectacle commence et Le spectacle est terminé mais également dans Meurtres en miniatures.
- Kevin Federline est apparu dans l'épisode de la saison 7 Fous furieux.
- Ned Beatty est apparu dans l'épisode Inconnues en série de la saison 7, interprétant le rôle d'un dentiste serial killer.
- les acteurs de Lost : Les Disparus Ian Somerhalder, Josh Holloway, Elizabeth Mitchell, M. C. Gainey, Harold Perrineau Jr. et William Mapother sont tous apparus dans la série.
  - Somerhalder a joué le rôle d'un suspect de meurtre Tony Del Nagro dans le premier épisode de la saison 3 Coup de poker.
  - Dans la saison 4, Josh Holloway a joué le rôle de Kenny Richmond dans le premier épisode de la saison 4 Épreuve d’amour, un croupier qui était dans l'équipe de baseball de Nick au lycée.
  - Mitchell a joué le rôle de Melissa Winters, une amie de Sara dans la saison 3 Par amitié.
  - M.C. Gainey a joué dans l'épisode de la saison 4 Péril en la demeure.
  - Perrineau a joué le rôle d'un révérend au passé sordide, pratiquant des exorcismes dans l'épisode de la saison 8 Une famille en enfer.
  - Mapother a joué le rôle d'un réalisateur de snuff movie dans l'épisode de la saison 3 Vengeance à retardement.
- Avant de devenir un acteur récurrent des Experts : Manhattan, Carmine Giovinazzo est apparu dans Coup de poker, en faisant l'un des nombreux personnages à avoir participé aux trois séries Les Experts.
- Summer Glau de Firefly et Terminator : Les Chroniques de Sarah Connor a joué Mandy Cooper dans l'épisode de la saison 5 Meurtres modèles.
- Juliette Goglia a joué Hannah West dans deux épisodes, une jeune prodige qui a enterré des preuves dans deux affaires de meurtre dans lesquelles son demi-frère était impliqué. Ses actions froides et calculées ont fait remettre en question son choix de carrière à Sara Siddle et elle démissionne à la fin de l'épisode La Sœur prodige. Sa première apparition a lieu dans l'épisode de la saison 6 La Tête et les Jambes.
- Constance Marie, connue pour son rôle d'Angie Palmero-Lopez dans la série Une famille du tonnerre (en VO: George Lopez) a joué le détective Carolina Flores dans L'envers du décor dans la saison 8..
- Quatre acteurs de The Shield ont participé à la série :
  - Catherine Dent (Danny) dans Qui a tué Sherlock Holmes ? dans la saison 5 en tant que Kay Marquette.
  - Kenneth Allen Johnson (Lem) dans Une soirée presque parfaite dans la saison 6 en tant que Randy Bolen.
  - Walton Goggins (Shane) dans Showgirls dans la saison 7 en tant que Marlon Frost.
  - Jay Karnes (Dutch) dans Pour Gedda dans la saison 8 en tant que Dutch Wagenbach, détective des affaires internes.
- Jamie Hyneman et Adam Savage de MythBusters apparaissent en tant que scientifiques dans la saison 8 La Théorie de Grissom.
- Pauley Perrette qui joue le rôle d'Abigail Sciuto dans NCIS : Enquêtes spéciales joue le rôle d'une chanteuse amie du mari de Catherine Willow dans l'épisode de la saison 3 Dangereuses liaisons.
- Ally Sheedy a joué le rôle de Sharon Turner dans l'épisode de la saison 7 Y a pas de lézard.
- Method Man a joué le rôle de Drops dans les épisodes Tête d'affiche, de la saison 7 À tombeau ouvert et de la saison 8 Meurtre à tous les étages.
- Travis Barker a joué le rôle d'un rappeur dans l'épisode de la saison 6 Tête d'affiche.
- Shanna Moakler, une ancienne Miss USA, est apparu dans le même épisode que son ex-mari Travis Barker Tête d'affiche.
- Taylor Swift a joué le rôle de Haley Jones dans l'épisode de la saison 9 Les Quatre Saisons.
- Holt McCallany a joué dans l'épisode de la saison 9 Star de demain. Il avait auparavant interprété le détective John Hagen dans Les Experts : Miami.
- Les acteurs de Heroes Milo Ventimiglia, Zachary Quinto et Stephen Tobolowsky ont participé à la série :
  - Milo Ventimiglia (Peter Petrelli) a joué le rôle de Bobby dans l'épisode de la saison 1 Amitiés criminelles.
  - Zachary Quinto (Sylar) a joué le rôle de Mitchell Sullivan dans l'épisode de la saison 2 La Place du mort .
  - Stephen Tobolowsky (Bob Bishop) a joué dans L'envers du décor.
- Les acteurs de The Office John Krasinski, Rainn Wilson et Melora Hardin ont participé à la série :
  - Krasinski dans l'épisode de la saison 5 Qui a tué Sherlock Holmes ?.
  - Wilson a joué le rôle d'un voleur dans le dernier épisode de la saison 1 L'Étrangleur de Las Vegas.
  - Hardin est apparu dans l'épisode de la saison 5 Meurtre XXL.
- Carlos Alazraqui a joué le rôle d'un flic de Reno dans la saison 9 Pas de veine (une référence à son rôle dans Reno 911, n'appelez pas !).
- Vince Vieluf a joué dans trois épisodes, dont deux en tant que Connor Foster.
- Allison Scagliotti-Smith, connue pour son rôle dans Drake et Josh, a joué une employée de fast-food Mindy Crenshaw dans l'épisode de la saison 9 Affaire de dégoût.
- Wil Wheaton a joué le rôle d'un suspect sans-abri dans l'épisode de la saison 5 Pulsion.
- Le producteur de Battlestar Galactica Ronald D. Moore et les acteurs Grace Park et Rekha Sharma ont joué dans l'épisode de la saison 9 L'odyssée de l'espace. Ils participent tous les trois à une convention de science fiction. Une autre actrice de Battlestar Galactica Kate Vernon joue dans le même épisode. Tricia Helfer a joué le rôle d'une top model morte Ashleigh James dans le dernier épisode de la saison 2 Sœurs ennemies.
- Kellan Lutz a joué le rôle de Chris Mullins dans l'épisode de la saison 7 Showgirls.
- Willie Garson a joué dans l'épisode de la saison 4 Pas si bête.
- D. B. Woodside connu pour ses rôles dans Buffy contre les vampires et 24 heures chrono a joué dans l'épisode de la saison 5 L'un pour l'autre.
- Nana Visitor qui joue le rôle de Kira Nerys dans Star Trek : Deep Space Nine est apparue dans l'épisode de la saison 5 Mea Culpa.
- Robia LaMorte, Jenny Calendar dans Buffy contre les vampires a joué une victime d'un meurtre Joan Marks dans l'épisode de la saison 2 Des fleurs mortes.
- Courtney Jines de Spy Kids 3 : Mission 3D a joué le rôle de Jessica Rachel Trent, la sœur de Jennette McCurdy, qui a tué une femme âgée pour un chat dans l'épisode de la saison 2 De si jolis chatons.
- Jennette McCurdy de la série de Nickelodeon iCarly a joué le rôle de Jackie Trent, la sœur de Courtney Jines dans le même épisode.
- Cory Hardrict a joué le rôle de Ross Davis, un personnage dont le volé a été volé dans l'épisode de la saison 4 Chaud business.
- L'actrice de Dawson Meredith Monroe a joué le rôle d'une nonne dans l'épisode de la saison 7 Chemin de croix.
- Sean Patrick Flanery de Les Anges de Boston est apparu dans ce même épisode en tant que vendeur de voitures.
- Alan Tudyk, (Hoban « Wash » Washburne) de Firefly a joué le rôle de Carl Fisher dans l'épisode de la saison 7 La tête en feu.
- Peter Stormare, astronaute dans Armageddon, John Abruzzi dans Prison Break, a joué le rôle de Binky dans un épisode de la saison 7 Un homme au tapis.
- Kirby Morrow, doubleur dans Classe des Titans aux États-Unis, a joué dans un épisode.
- L'acteur de FBI : Portés disparus Anthony LaPaglia reprend son rôle de Jack Malone dans l'épisode de la saison 8 6 ans de recherche.
- Jesse Plemons a joué dans l'épisode de la saison 5 En eaux troubles.
- Les acteurs de Mon oncle Charlie Charlie Sheen, Jon Cryer et Angus T. Jones reprennent leurs rôles dans L'envers du décor.
- Les acteurs de Tout le monde déteste Chris, Tequan Richmond et Imani Hakim ont participé à la série :
  - Richmond a joué le rôle de Tramelle Willis-Tombs, un jeune garçon, dans l'épisode 16 de la saison 3La Fièvre de l'or
  - Hakim a joué le rôle de Darcy, une jeune fille, dans l'épisode 18 de la saison 6 La Tête et les Jambes
- Chad Michael Murray, connu pour son rôle de Lucas Scott dans la série Les Frères Scott a joué le rôle de Tom Haviland, une star de cinéma soupçonné du meurtre d'une femme dans une chambre d'hôtel dans l'épisode 2 de la saison 3 Les dés sont jetés
- Tracee Ellis Ross, connue pour son rôle de Joan Clayton dans la série Girlfriends a joué le rôle de Gloria Parker, l'ex-femme de Raymond Langston durant divers épisodes de la saison 11 de la série.